# Adolf Hillman
Adolf Hillman (Gävle, 1844-Estocolmo, 1933) fue un escritor, hispanista, traductor y diplomático sueco.

## Biografía
Nació el 4 de abril de 1844 en Gävle. Autor conocedor de la literatura española, estudió idiomas, historia del arte y literatura en la Universidad de Uppsala (1865-1873) y en París (1868). Fue vicecónsul de España en Söderhamn desde 1875 y cónsul de España de 1898-1900. También ejerció como vicecónsul de Rusia entre 1880 y 1900, entonces residente en Estocolmo. En 1895 se convirtió en miembro correspondiente de la Real Academia Española. Escribió ensayos sobre literatura sueca en revistas españolas y sobre literatura española en revistas suecas, así como un gran número de biografías de autores españoles para Nordisk familjebok. Falleció el 5 de octubre de 1933 en Estocolmo.